# Самойличи
Самойличи (укр. Самійличі) — село в Шацкой поселковой общине Ковельского района Волынской области Украины.
До 2020 года входило в Шацкий район.
Код КОАТУУ — 0725785401. Население по переписи 2001 года составляет 398 человек. Почтовый индекс — 44031. Телефонный код — 3355. Занимает площадь 0,835 км².